# Lista de ducados em Portugal
Esta é uma lista dos Ducados criados em Portugal.

## História

Coronel heráldico de Duque português.

Na maior parte dos casos, o título de Duque era atribuído a nobres do mais elevado grau, geralmente parentes próximos da família real, como filhos segundos dos monarcas e similares (tal foi o caso das primeiras casas ducais de Portugal, as de Coimbra e Viseu (1415) e depois Bragança (1442), atribuídas a três dos filhos de D. João I — D. Pedro, D. Henrique e D. Afonso —, muito por influência da corte inglesa, onde a prática de criação de um ducado na pessoa de um membro da família real que não o herdeiro da coroa era habitual, e que difundiu em Portugal através da rainha D. Filipa de Lencastre.
A partir do séc. XIX, depois da implantação do regime liberal, o título de Duque, tal como outros títulos de nobreza, passou a ser utilizado como recompensa por altos serviços prestados à nação. Um exemplo notável é o caso de António José de Ávila, o qual, sem o menor vínculo de sangue à Casa Real, granjeou o título de Duque d'Ávila e Bolama por ter assegurado para Portugal (com a mediação do presidente norte-americano Ulysses S. Grant), a posse de Bolama, na então Guiné Portuguesa, contra o Reino Unido, que também disputava os seus interesses na região.

## Classes
Podemos pois dividir os títulos portugueses de Duque nos seguintes 5 tipos:
- Títulos reais hereditários - incluindo-se neste caso apenas o Ducado de Bragança, atribuído sempre ao herdeiro presuntivo da coroa que, ao subir ao trono, por sua vez o passa para o seu próprio herdeiro;
- Títulos reais de cortesia - títulos não hereditários atribuídos ocasionalmente a membros da Família Real;
- Títulos de juro e herdade - títulos hereditários de famílias nobres;
- Títulos em vida - títulos atribuídos como recompensa ou homenagem a uma personalidade, não transmissíveis automaticamente aos seus herdeiros;
- Títulos de cortesia - títulos atribuídos em função do exercício do cargo de camareira-mor, não transmissíveis automaticamente aos seus herdeiros.

No total foram criados 30 títulos de duque em Portugal.

## Ducados
| Brasão | Título                    | Data de criação                         | Primeiro titular | Tipo                | Pretendente                                                      |
| ------ | ------------------------- | --------------------------------------- | --- | ------------------- | ---------------------------------------------------------------- |
|        | Duque de Abrantes         | 1753 (9 de Dezembro)                    | D. Ana Maria Catarina de Lorena, 3ª Marquesa de Abrantes                                                                   | cortesia (renovado) | extinto                                                          |
|        | Duque de Albuquerque      | 1886 (19 de maio)                       | João Afonso da Costa de Sousa de Macedo, 2º Conde e 4º Visconde de Mesquitela                                              | em vida (renovado)  | extinto                                                          |
|        | Duque de Aveiro           | 1535                                    | D. João de Lencastre, 1.º Marquês de Torres Novas                                                                          | juro e herdade      | extinto                                                          |
|        | Duque de Ávila e Bolama   | 1878 (14 de Maio)                       | D. António José de Ávila, 1.º Conde e Marquês de Ávila                                                                     | em vida             | extinto                                                          |
|        | Duque de Barcelos         | 1562 (5 de Agosto)                      | D. João I de Bragança, 13.º Conde de Barcelos e herdeiro do Ducado de Bragança, sendo depois 6.º Duque de Bragança         | real de cortesia    | Afonso de Santa Maria de Bragança                                |
|        | Duque de Beja             | 1453                                    | D. Fernando, Infante de Portugal                                                                                           | real de cortesia    | sem titular                                                      |
|        | Duque de Bragança         | 1442                                    | D. Afonso, 8.º Conde de Barcelos e 2.º Conde de Neiva                                                                      | real hereditário    | Duarte Pio de Bragança                                           |
|        | Duque de Cadaval          | 1648 (26 de Abril)                      | D. Nuno Álvares Pereira de Melo, 4.º Marquês de Ferreira e 5.º Conde de Tentúgal                                           | em vida (renovado)  | Diana Álvares Pereira de Melo                                    |
|        | Duque de Caminha          | 1620 (14 de Dezembro)                   | D. Miguel Luís de Menezes, 6.º Marquês de Vila Real                                                                        | em vida (renovado)  | extinto                                                          |
|        | Duque de Coimbra          | 1415 (1.º Ducado concedido em Portugal) | D. Pedro, Infante de Portugal                                                                                              | real de cortesia    | Maria Francisca Isabel de Bragança                               |
|        | Duque de Elvas            | 1817                                    | Marechal William Carr Beresford, 1.º Marquês de Campo Maior e 1.º Conde de Trancoso                                        | em vida             | extinto (1854)                                                   |
|        | Duque do Faial            | 1833 (4 de Abril)                       | D. Pedro de Sousa Holstein, 1.º Conde e Marquês de Palmela e depois 1.º Duque de Palmela                                   | em vida             | extinto (substituído a pedido do titular pelo Ducado de Palmela) |
|        | Duque de Ficalho          | 1836 (4 de Maio)                        | D. Eugénia Maurícia de Almeida Portugal, 1ª Marquesa de Ficalho (viúva do 2.º Conde de Ficalho)                            | cortesia            | extinto                                                          |
|        | Duque de Goa              | 1515                                    | D. Afonso de Albuquerque, 2.º Vice-Rei da Índia                                                                            | juro e herdade      | extinto                                                          |
|        | Duque da Guarda           | 1530 (5 de Outubro)                     | D. Fernando, Infante de Portugal e Senhor de Trancoso                                                                      | real de cortesia    | extinto                                                          |
|        | Duque de Guimarães        | 1475                                    | D. Fernando II, 3.º Duque de Bragança e 1.º Conde de Guimarães                                                             | real de cortesia    | Duarte Pio de Bragança                                           |
|        | Duque de Lafões           | 1718 (17 de Fevereiro)                  | D. Pedro Henrique de Bragança, 3.º Marquês de Arronches e 7.º Conde de Miranda do Corvo                                    | juro e herdade      | Miguel Bernardo de Bragança                                      |
|        | Duque de Linhares         | 1621                                    | D. Fernando de Noronha, 5.º Conde de Linhares                                                                              | juro e herdade      | extinto                                                          |
|        | Duque de Loulé            | 1852 (3 de Outubro)                     | D. Nuno José de Mendonça, 2.º Marquês de Loulé e 9.º Conde de Vale dos Reis                                                | juro e herdade      | Pedro José Folque de Mendonça                                    |
|        | Duque de Miranda do Corvo | 1796 (13 de Maio)                       | D. José de Bragança e Ligne de Sousa, herdeiro do Ducado de Lafões (tendo falecido antes de o poder herdar)                | em vida (renovado)  | Miguel Bernardo de Bragança                                      |
|        | Duque de Palmela          | 1850 (10 de Outubro)                    | D. Pedro de Sousa Holstein, 1.º Conde e Marquês de Palmela e 1.º Duque do Faial                                            | juro e herdade      | Pedro de Sousa e Holstein Beck                                   |
|        | Duque do Porto            | 1833                                    | D. Maria II, Rainha de Portugal                                                                                            | real de cortesia    | Dinis de Bragança                                                |
|        | Duque de Saldanha         | 1846 4 de Novembro                      | Marechal D. João Carlos de Saldanha Oliveira e Daun, 1.º Conde e Marquês de Saldanha                                       | juro e herdade      | José Augusto de Saldanha Oliveira e Daun                         |
|        | Duque de Tancos           | 1790 (22 de Abril)                      | D. Constança Manuel, 2ª Marquesa de Tancos e 7ª Condessa da Atalaia                                                        | cortesia            | extinto                                                          |
|        | Duque da Terceira         | 1832 (8 de Novembro)                    | D. António José de Sousa Manuel de Menezes, 1.º Marquês e 7.º Conde de Vila Flor                                           | juro e herdade      | Lourenço Manoel de Vilhena de Freitas                            |
|        | Duque de Torres Novas     | 1619 (26 de Setembro)                   | D. Jorge de Lencastre, 3.º Marquês de Torres Novas e herdeiro do Ducado de Aveiro (tendo falecido antes de o poder herdar) | em vida (renovado)  | extinto                                                          |
|        | Duque de Trancoso         | 1530 (5 de Outubro)                     | Infante D. Fernando, Duque da Guarda e Senhor de Abrantes                                                                  | real de cortesia    | extinto                                                          |
|        | Duque de Vila Real        | 1585 (28 de Fevereiro)                  | D. Manuel de Menezes, 5.º Marquês de Vila Real                                                                             | em vida             | extinto                                                          |
|        | Duque de Viseu            | 1415 (1.º Ducado em Portugal)           | D. Henrique, Infante de Portugal                                                                                           | real de cortesia    | Miguel de Bragança                                               |
|        | Duque da Vitória          | 1812 (12 de Dezembro)                   | Artur Colley Wellesley, 1.º Duque de Wellington                                                                            | em vida (renovado)  | Arthur Charles Wellesley                                         |